# Yuanyuan Zhou
Yuanyuan Zhou, YY Zhou (* 1971), ist eine chinesisch-US-amerikanische Informatikerin und Hochschullehrerin an der University of California, San Diego (UCSD).
Zhou erhielt 1992 ihren Bachelor-Abschluss von der Universität Peking und wurde 2001 an der Princeton University bei Kai Li promoviert (Memory Management for Networked Servers). Sie war zwei Jahre am NEC Research Institute im Princeton, bevor sie ihre erste Firma gründete. 2002 wurde sie Assistant Professor an der University of Illinois at Urbana-Champaign und seit 2009 ist sie Professor an der UCSD. Sie ist dort Qualcomm Professor für mobile Rechnersysteme.
Sie war an mehreren Startups beteiligt, 2000 an Emphora in Princeton (auf dem Gebiet der Datenspeicherung) und 2007 Pattern Insight (die 2012 an VmWare verkauft wurden). Dort kommerzialisierte sie ihre Software für automatisierte Suche und Beseitigung nach Computer-Bugs in großen Softwareprojekten. 2012 gründete sie Whova für Event-Management-Software.
2015 erhielt sie den Mark Weiser Award. Sie ist Fellow der Association for Computing Machinery (2013) (für Beiträge zu Software-Verlässlichkeit und -Qualität) und des IEEE (2014) für Beiträge zu Skalierbaren Algorithmen und Werkzeugen für Computer-Verlässlichkeit. 2007 war sie Sloan Fellow und 2004 erhielt sie einen Career Award der NSF.

## Schriften (Auswahl)
- mit Z. Li, S. Lu, S. Myagmar: CP-Miner: Finding copy-paste and related bugs in large-scale software code, IEEE Transactions on software Engineering,. Band 32, 2006, S. 176–192
- mit S. Lu, S. Park, E. Seo: Learning from mistakes: a comprehensive study on real world concurrency bug characteristics, ACM Sigplan Notices, Band 43, 2008, S. 329–339
- mit Z. Li: PR-Miner: automatically extracting implicit programming rules and detecting violations in large software code, ACM SIGSOFT Software Engineering Notes, Band 30, 2005, S. 306–315
- mit S. Lu, J. Tucek, F. Qin: AVIO: detecting atomicity violations via access interleaving invariants, ACM SIGARCH Computer Architecture News, Band 34, 2006, S. 37–48
- mit F. Qin, C. Wang, Z. Li, H. Kim, Y. Wu: Lift: A low-overhead practical information flow tracking system for detecting security attacks, Proceedings of the 39th Annual IEEE/ACM International Symposium on Microarchitecture, 2006
- mit Q. Zhu, Z. Chen, L. Tan, K. Keeton, J. Wilkes: Hibernator: helping disk arrays sleep through the winter, ACM SIGOPS Operating Systems Review, Band 39, 2005, S. 177–190
- mit F. Qin, J. Tucek, J. Sundaresan: Rx: treating bugs as allergies---a safe method to survive software failures, Acm Sigops Operating Systems Review, Band 39, 2005, S. 235–248